# Oncocnemis arenbergi
Oncocnemis arenbergi is een vlinder uit de familie uilen (Noctuidae). De wetenschappelijke naam is voor het eerst geldig gepubliceerd in 1989 door Hacker & Lodl.
De soort komt voor in Europa.